# Cycas wadei
Cycas wadei é uma espécie de cicadófita do género Cycas da família Cycadaceae, nativa de Palawan, nas Filipinas.